# 卡诺循环
卡诺循环（英語：Carnot cycle）是一個特別的熱力學循環，使用在一個假想的卡諾熱機上，由法国人尼古拉·卡诺于1824年提出，埃米尔·克拉佩龙於1830年代至1840年代擴充，是為了找出熱機的最大的工作效率而分析热机的工作过程。

## 工作过程
卡諾循環全由可逆過程組成，其中包括：

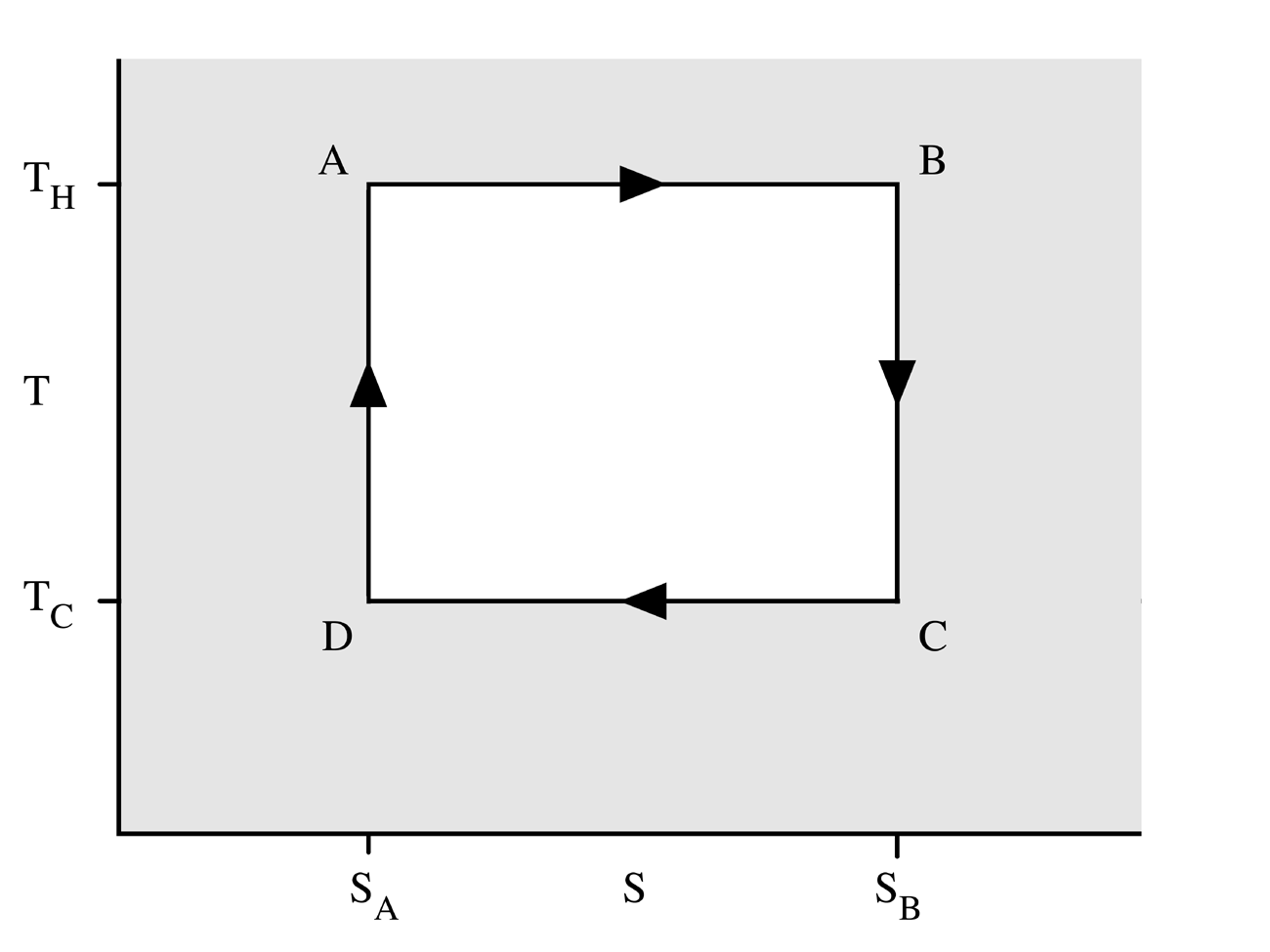
圖一：卡諾循環的溫度－熵圖

圖二：卡諾循環的壓力－體積圖

卡諾循環的溫度－體積變化

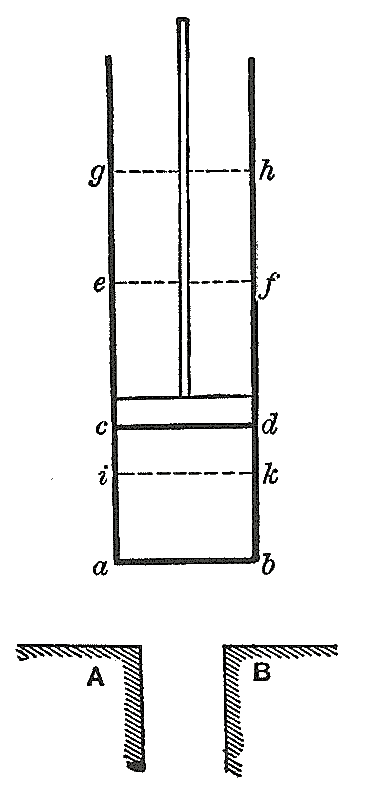
1824年繪製的卡諾熱機示意圖

- 圖一A→B、圖二1→2，可逆等温膨胀：此等溫的過程中系统從高溫熱庫吸收了熱量且全部拿去作功。
- 圖一B→C、圖二2→3，等熵（可逆绝热）膨胀：移開熱庫，系统对环境做功，其能量來自於本身的內能。
- 圖一C→D、圖二3→4，可逆等温压缩：此等溫的過程中系統向低溫熱庫放出了熱量。同时环境对系统做正功。
- 圖一D→A、圖二4→1，等熵（可逆绝热）压缩：移開低溫熱庫，此絕熱的過程系统对环境作负功，系統在此過程後回到原來的狀態。

卡諾熱機的熱效率只取决于第一个状态的温度T1与第二个状态的温度T2，以及从环境中吸收的热量Q1和放出的热量Q2，其熱效率η={\displaystyle {\frac {|Q_{1}-Q_{2}|}{|Q_{1}|}}=1-{\frac {|Q_{2}|}{|Q_{1}|}}={\frac {T_{1}-T_{2}}{T_{1}}}=1-{\frac {T_{2}}{T_{1}}}}。
其熱效率恆小於1，只和高溫和低溫的熱源有關，兩者溫差越大，效率越高。因存在於現實中的熱機都是以不可逆循環來工作，相同狀態下沒有任何熱機的效率可以達到以皆由可逆過程組成的可逆循環來工作的卡諾熱機的效率。